# سانت جورج تاكر
سانت جورج تاكر (بالإنجليزية: St. George Tucker)‏ هو قاضي ومحامي أمريكي، ولد في 10 يوليو 1752 في برمودا في المملكة المتحدة، وتوفي في 10 نوفمبر 1827 في Warminster, Virginia ‏ في الولايات المتحدة.

## وصلات خارجية
- سانت جورج تاكر على موقع الموسوعة البريطانية (الإنجليزية)